# Mimoplocia notata
Mimoplocia notata là một loài bọ cánh cứng trong họ Cerambycidae.